# 藍川由美
藍川 由美（あいかわ ゆみ、1956年2月2日 - ）は、日本の声楽家。

## 人物・来歴
香川県綾歌郡宇多津町生まれ。香川県立坂出高等学校（音楽科）、東京芸術大学音楽学部卒業。
1985年、カーネギー・ホールにおける歌唱で評価される。1986年同大学院博士後期課程を修了し、翌1987年学術博士号取得。博士論文は｢演奏家としての立場における『山田耕筰歌曲の楽譜に関する研究』｣。1992年「藍川由美リサイタル」の成果により文化庁芸術祭賞受賞。
リサイタル活動のほか、楽譜の校訂および日本の歌に関する著作を発表している。西洋の伝統的なクラシック歌曲よりも、日本の伝統に根ざした歌曲を積極的に歌い、CD収録を続ける。
明治時代の唱歌や軍歌、大正時代の童謡、昭和初期の歌謡曲や戦時歌謡など、日本の歌をジャンルにとらわれず研究・演奏することをライフワークとしている。
2007年より、元宮内庁式部職楽部首席楽長岩波滋に古代歌謡と和琴を師事。2010年に明治撰定譜「催馬楽和琴譜」全曲を世界初録音した。
2012年、古今の和歌（短歌）を集めた今昔秀歌百撰の選者として山下昭冩真集「ゆめの腕に」から山下正辰の歌を選出し、解説した。
夫は政治学者・音楽評論家の片山杜秀。

## 著書
- 『古関裕而歌曲集』（音楽之友社、1995年）編集校訂
- 『山田 耕筰 歌曲集I-III』（音楽之友社）校訂
- 『原典ピアノ伴奏譜による日本の唱歌』（全歌詞付、音楽之友社、1997年）校訂・編
- 『日本の童謡』（音楽之友社）
- 『これでいいのか、にっぽんのうた』（文春新書、1998年、ISBN 9784166600144）
- 『「演歌」のススメ』（文春新書、2002年）
- 『原作校訂による日本の童謡 改訂版』（音楽之友社、2005年）
- 『日本の唱歌 改訂版』（音楽之友社、2006年）
- 『「日本のうた」歌唱法』（カメラータ、2006年）
- 『日本語を歌おう!藍川メソッド』（CD付書籍、カワイ出版、2007年）
- 『「日本のうた」歌唱法2』〜学校唱歌をどう歌う?（カメラータ、2008年）
- (岡崎久彦・蔡焜燦・遠藤浩一・藍川由美・福田逸・高島俊男・桶谷秀昭・稲田朋美・鷲尾英一郎・小堀桂一郎・笹原宏之・松本徹・市村真一・早川聞多・土田龍太郎)『今昔秀歌百撰』（特定非営利活動法人文字文化協會 2012年）

## ディスク
- 伊福部 昭 全歌曲作品の夕べ（東芝、1988年）※『'88 藍川由美リサイタル』ライヴ録音
- この道 山田耕筰歌曲集（カメラータ、1994年）
- 鳥舟 白いうた青いうた（曲：新実徳英、詞：谷川雁 / カメラータ、1994年）
- われもこう 白いうた青いうたII（カメラータ、1995年）
- ゴンドラの唄 中山晋平作品集（カメラータ、1996年）
- 長崎の鐘 新しき朝の（古関裕而歌曲集、コロムビア、1996年）
- 文部省唱歌集 故郷（カメラータ、1996年）
- 木下忠司作品集「喜びも悲しみも幾歳月」（カメラータ、1997年）
- あの子はたあれ 日本の童謡（演奏：花岡千春 / キングレコード、1997年）
- 東京行進曲 日本の歌謡（キングレコード、1997年）
- レクイエム「ああ此の涙をいかにせむ」（古関裕而歌曲集2、デンオン、1997年）
- 舞 橋本國彦歌曲集（カメラータ、1998年）
- 翻訳唱歌集「故郷を離るる歌」（演奏：中野振一郎 / コロムビア、1998年）
- アジアの唄声 沖縄・台湾・中国のうた（カメラータ、1999年）
- 「華燭」丘灯至夫作品集（コロムビア、1999年）
- 古賀政男作品集「誰か故郷を想はざる」（コロムビア、2000年）
- 國民歌謠〜われらのうた〜國民合唱を歌う（コロムビア、2000年）
- 金井喜久子作品集「沖縄のうた・てぃんさぐぬ花」（カメラータ、2001年）
- 魚のいない水族館 林光ソング集（カメラータ、1999年・2001年）
- こどものつぶやき（共同録音：高須亜紀子、福永百子 / カメラータ、2001年）
- ラジオから生まれた歌「夏の思い出」（カメラータ、2001年）
- 伊福部昭全歌曲（カメラータ、2001年）
- 人買船 野口雨情の世界（カメラータ、2001年）
- 古賀政男作品集「思い出の記」カメラータ、2002年）
- 古賀政男作品集2「東京ラプソディ」カメラータ、2003年）
- 栄冠は君に輝く（古関裕而作品集、カメラータ、2004年）
- 「花いちもんめ」伝えたい日本のうた（カメラータ、2004年）
- 「高原断章」 三善晃作品集（カメラータ、2005年）
- 明治の唱歌とエッケルトの仕事（箏：野坂惠子、小宮瑞代 / カメラータ、2006年）
- ほんとうの唱歌史「海ゆかば」（カメラータ、2007年）
- 「日本のうた近代史」明治･大正･昭和の名曲を集めて（藍川由美ベスト盤 / カメラータ、2010年）
- 藍川由美「催馬楽」をうたう（歌･和琴：藍川由美 / 2010年）
- 藍川由美「童謡ジャズ」をうたう（演奏：福田重男 / 2011年）